# Muzeum Sokolov
Muzeum Sokolov se nachází ve stejnojmenném okresním městě a je příspěvkovou organizací Karlovarského kraje. Zaměřuje se především na hornictví a na něj navazující výrobu (hutnictví, sklářství, výroba porcelánu) a dějiny a přírodu regionu. Muzeum je členem Asociace muzeí a galerií České republiky. Spravuje tři pobočky Důl Jeroným, Hornické muzeum Krásno a Štolu č. 1 Jáchymov.

## Historie
První muzeum v Sokolově vzniklo roku 1934, kdy vznikl místní muzejní spolek, který muzeum spravoval.

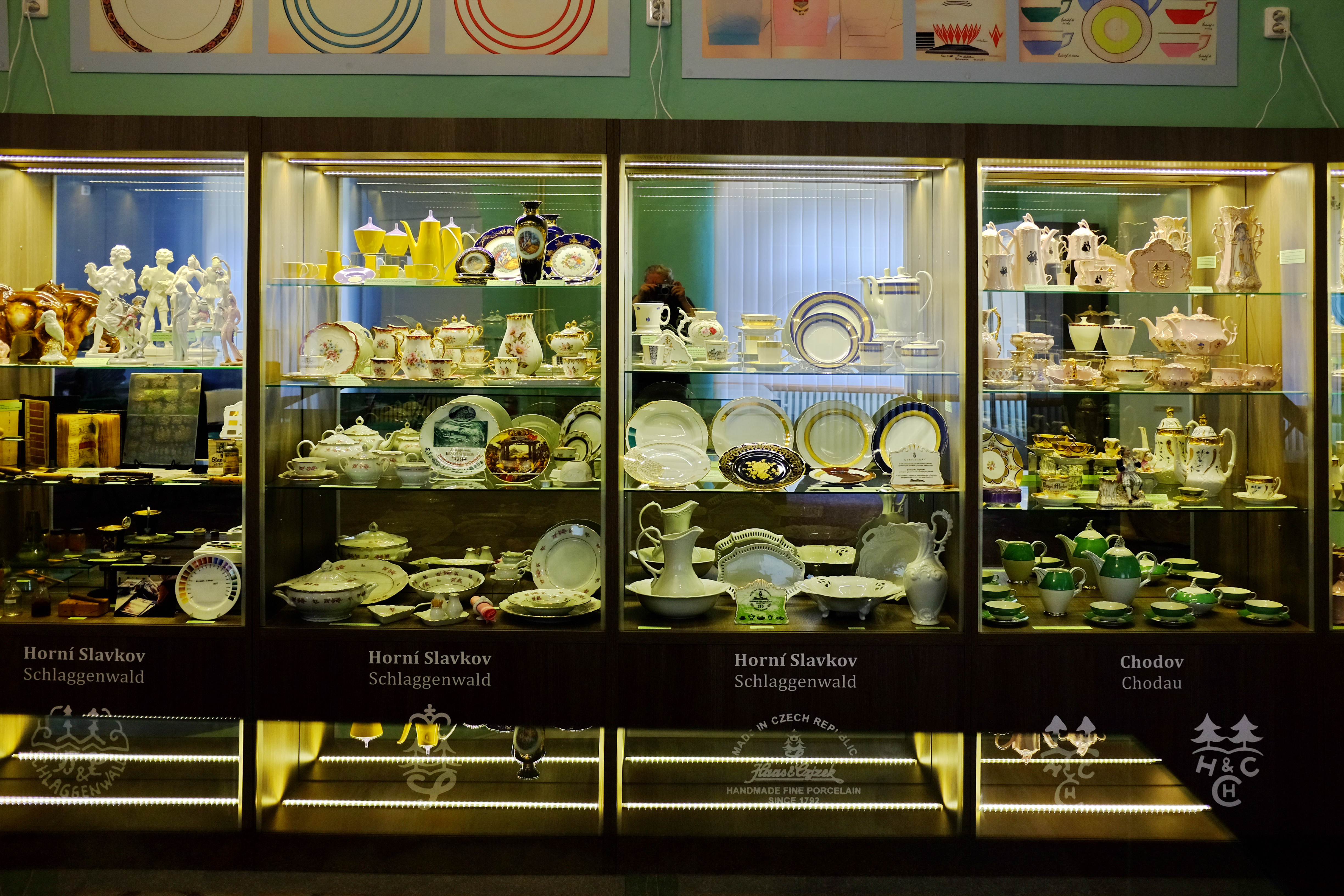
Expozice sokolovského muzea

Sbírky shromážděné spolkem byly dočasně uloženy v sokolovském kapucínském klášteře. Během druhé světové války byly vystaveny v budově bratrské hornické pojišťovny. V létě 1945 se exponáty přesunuly do zkonfiskovaného nosticovského zámku a v roce 1946 byly krátce vystaveny v budově bývalých četnických kasáren, dnešní Základní umělecké školy na Starém náměstí v sousedství kostela sv. Jakuba Většího. Po opuštění sokolovského zámku armádou se muzeum přesunulo do zámku, kde se nachází dodnes. Tehdy ovšem byla značná část sbírek rozkradena, část odvezena na hrad Loket. U příležitosti dne horníků byla 10. září 1960 slavnostně otevřena nová expozice „Muzeum hornického Sokolovska“. Nejednalo se však o plnohodnotné muzeum, ale o výstavní sály se stálou expozicí. V roce 1982 se stalo sokolovské muzeum muzeem městským a roku 1984 okresním. V roce 1986 byla otevřena nová expozice v patře zámku a muzeum již mělo i svá odborná pracoviště. Roku 1994 byla otevřena pobočka Hornické muzeum Krásno, kterou završilo 16. října 2004 slavnostní otevření areálu bývalého dolu Vilém v Krásně. V roce 2001 se ve spolupráci s městem Horní Slavkov byla otevřela pobočka Muzeum Horní Slavkov, která byla 1. června 2012 předána pod správu Městského kulturního střediska Horní Slavkov.
V období let 1997–2000 bylo muzeum sloučeno s městskou knihovnou a společně vytvořily jednu organizaci „Okresní muzeum a knihovna Sokolov“, která zajišťovala jak muzejní, tak knihovnické služby. Po zániku okresních úřadů k 31. prosinci 2002 se stal novým zřizovatelem muzea Karlovarský kraj. Roku 2003 získalo sokolovské muzeum status krajského muzea. V letech 2007–2009 bylo muzeum sloučeno dohromady s muzei v Chebu a Karlových Varech, ale již roku 2010 byla muzea opět osamostatněna. Roku 2009 byla zpřístupněna Štola č. 1 v Jáchymově, dne 1. října 2013 byl veřejnosti zpřístupněn Důl Jeroným a v roce 2015 dokončen vstupní objekt tohoto dolu.

## Budovy
- Zámek Sokolov (hlavní budova)
- Hornické muzeum Krásno (důl Vilém)
- Důl Jeroným v Čisté
- Štola č. 1 Jáchymov

Do roku 2012 bylo pobočkou sokolovského muzea i muzeum v Horním Slavkově.